# Charles Aznavour
Shahnourh Varinag Aznavourián (en armenio: Շահնուր Վաղինակ Ազնավուրյան; París, 22 de mayo de 1924-Mouriès, 1 de octubre de 2018), conocido artísticamente como Charles Aznavour, fue un cantante, compositor, actor, diplomático y poeta francés de origen armenio, conocido como El embajador de la chanson.
Activo hasta sus 94 años, era considerado uno de los cantantes franceses más populares y de carrera más extensa en la historia de la música universal, descrito como el Frank Sinatra francés.
A lo largo de su carrera, Charles Aznavour grabó en francés, inglés, alemán, español e italiano. Algunos de sus álbumes se han convertido en éxitos de ventas como 20 chansons d'or y 40 chansons d'or. Entre los clásicos de su repertorio, «Yesterday, when I was young», «La Bohème», «La Mamma», «Venecia Sin Tí», «She». Sus canciones han sido cantadas y grabadas por muchos artistas, con la mayoría de los cuales ha cantado y hecho álbumes, entre ellos: Liza Minnelli, Johnny Mathis, Frank Sinatra, Barbra Streisand, Sting, Bob Dylan, Sammy Davis Junior, Édith Piaf, Nana Mouskouri, Céline Dion, Elton John, Julio Iglesias, Dalida, Mireille Mathieu, Raphael, Plácido Domingo, Paul Anka, Compay Segundo, Dean Martin, Ray Charles, Nina Simone, Shirley Bassey, Luis Miguel. Fue sampleado por Marco Polo o incluso Dr. Dre en sus dos temas «Firm Fiasco» y «What's The Difference» feat. Eminem y Xzibit. También por el cantante puertorriqueño de trap latino, Bad Bunny, en su tema «Monaco».
Habiendo ganado el Premio a la mejor música country en Nashville en 1969 con «Yesterday, When I was Young» gracias a su colaboración con Roy Clark (9.º en las listas), es uno de los raros compositores franceses cuya al menos una canción se ha convertido en un éxito en los EE. UU. a través de una adaptación americana, y esto, al principio de la posguerra. Estará nominado dos veces a los Premios Grammy en la década de 1960. También será incluido en el Songwriters Hall Fame en 1996 y obtendrá la estrella n.° 2618 del Paseo de la Fama de Hollywood en Los Ángeles en 2017, en la categoría Live Performance.
Aznavour cantó para jefes de Estado, Papas de la Iglesia Católica, monarcas europeos, así como en eventos humanitarios. En respuesta al terremoto de Spitak de 1988, fundó la organización caritativa Aznavour para Armenia con su amigo de toda la vida, el empresario Levon Sayan. En 2009 fue nombrado embajador de Armenia en Suiza, permaneció como delegado de las Naciones Unidas en Ginebra.
Su último concierto se realizó en la plaza NHK Hall en Osaka, Japón, el 19 de septiembre de 2018. Murió el 1 de octubre de 2018, producto de un paro cardiorrespiratorio.

## Biografía

### Inicios y consagración en la música

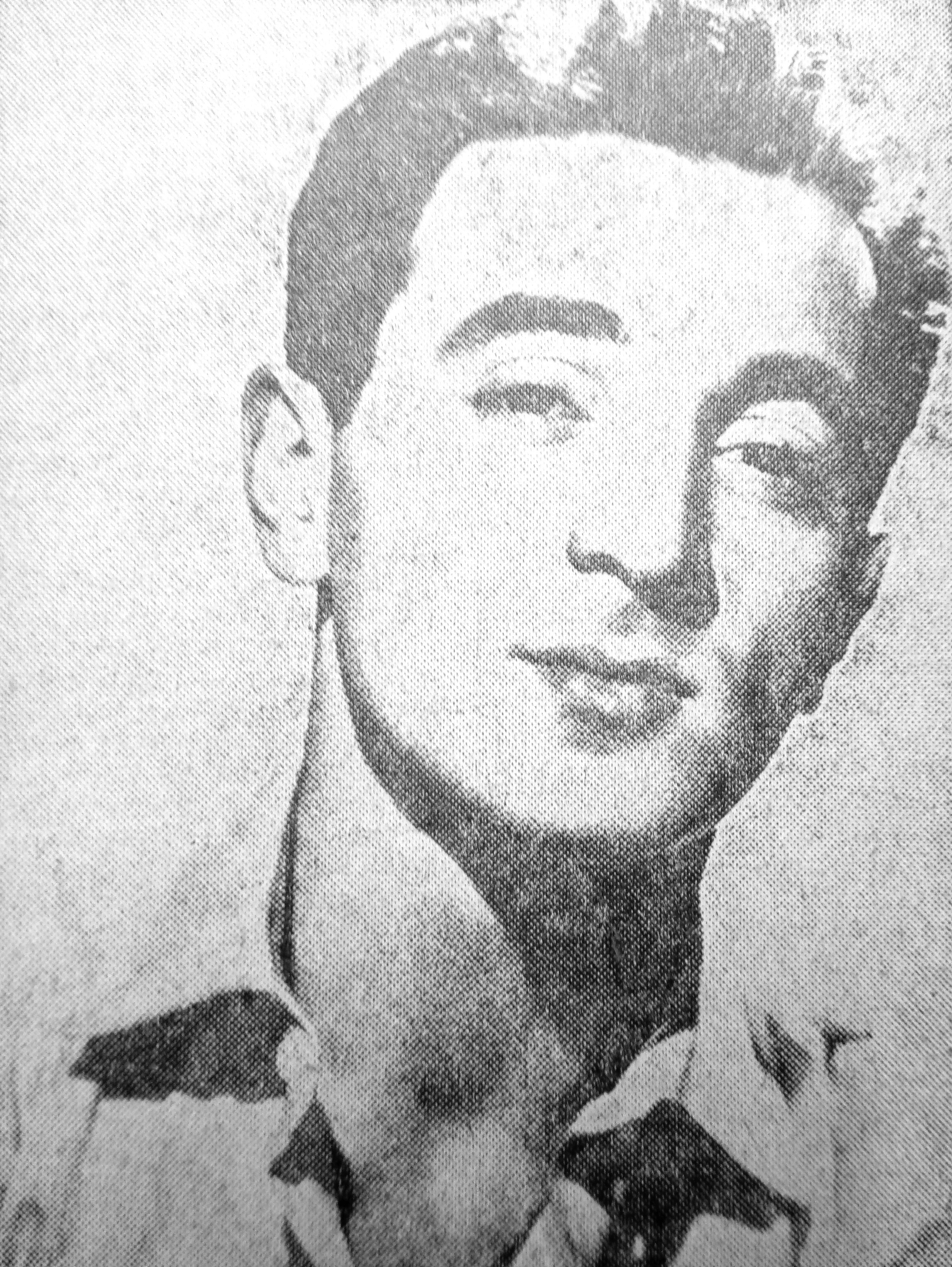
Aznavour en 1956.

Shahnourh Varinag Aznavourián Baghdasarian nació en París, el 22 de mayo de 1924, en el hogar de armenios exiliados en Francia debido al Genocidio armenio perpetrado por el Imperio otomano de finales de la Primera Guerra Mundial. Debutó en la canción junto a su hermana Aída, al mismo tiempo que en el teatro en 1933, donde interpretó desde los 11 años diferentes papeles infantiles.
Su encuentro en 1941 con Pierre Roche fue decisivo para él: los dos hombres escribieron juntos canciones y las interpretaron a dúo. "J'ai bu", cantada por Georges Ulmer, ganó en 1947 el Grand Prix. El dúo actuaba entonces en la primera parte de los conciertos de Édith Piaf, hasta que Roche se fue a Quebec. Aznavour escribió canciones para estrellas como Piaf («Jézébel»), Juliette Gréco («Je hais les dimanches»), Eddie Constantine («Et bâiller, et dormir»), pero al principio de su carrera tuvo muchas dificultades para triunfar. Más tarde, supo explotar este periodo de su vida en una canción que recoge el estado de ánimo de un fracasado en el mundo de la canción: «Je m'voyais déjà».
Su primer triunfo fue en 1953, cuando actuó en el teatro Olympia: «Sur ma vie» se convirtió en su primer gran éxito. Canciones como «Viens pleurer au creux de mon épaule», «Tu t'laisses aller», «La mamma», «Comme ils disent», son cada una de ellas un pequeño bosquejo de la vida cotidiana, un fragmento de vida. 
Muy pronto conquistó al público estadounidense y, más tarde, recorrió el mundo con su música. En 1994 grabó con Frank Sinatra el clásico «You Make Me Feel So Young», para el álbum Duets del legendario crooner estadounidense.

### Carrera cinematográfica y televisiva
Paralelamente ha mantenido una carrera cinematográfica, demasiado discreta para su gusto, revelándose como un actor de talento en Tirez sur le pianiste («Disparen sobre el pianista») (1960) de François Truffaut, Un taxi pour Tobrouk (1961) de Denys de La Patellière, La prueba de valor (1970) de Michael Winner, Diez negritos (1974) de Peter Collinson y en El tambor de hojalata (1979) de Volker Schlöndorff.
Participó en un episodio de la primera temporada de The Muppet Show, apareciendo en el episodio 104, en 1975. En 1982 volvió a ser una estrella internacional de cine, cuando interpretó el papel de Naphta en Der Zauberberg («La montaña mágica»), película dirigida por Hans W. Geißendörfer. 
En 2002 actuó en la película Ararat.

### Últimos años

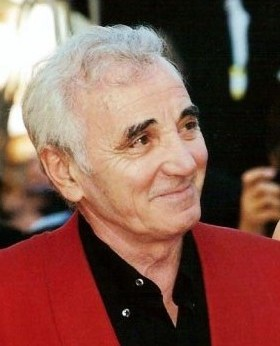
Aznavour en Cannes, 2013.

En 2002, Aznavour colaboró en el disco Duets del legendario cantautor y músico cubano Compay Segundo, grabando a dúo la canción «Morir de amor».
En 2009, su canción «For me, formidable» sonaba en la banda sonora de la película Siete almas protagonizada por Will Smith. También en ese año, publicó un álbum doble: Dúos, donde cantaba con estrellas de varias generaciones como Liza Minnelli, Elton John, Plácido Domingo, Sting, Josh Groban y Laura Pausini. Gracias al uso de nuevas tecnologías, Aznavour ha podido grabar un dueto con la difunta Édith Piaf, con quien actuó «cientos de veces» pero sin llegar a registrar dichas actuaciones.
A los 87 años de edad, entre septiembre y octubre de 2011, realizó una larga serie de conciertos, en el teatro Olympia de París y en otras ciudades francesas.

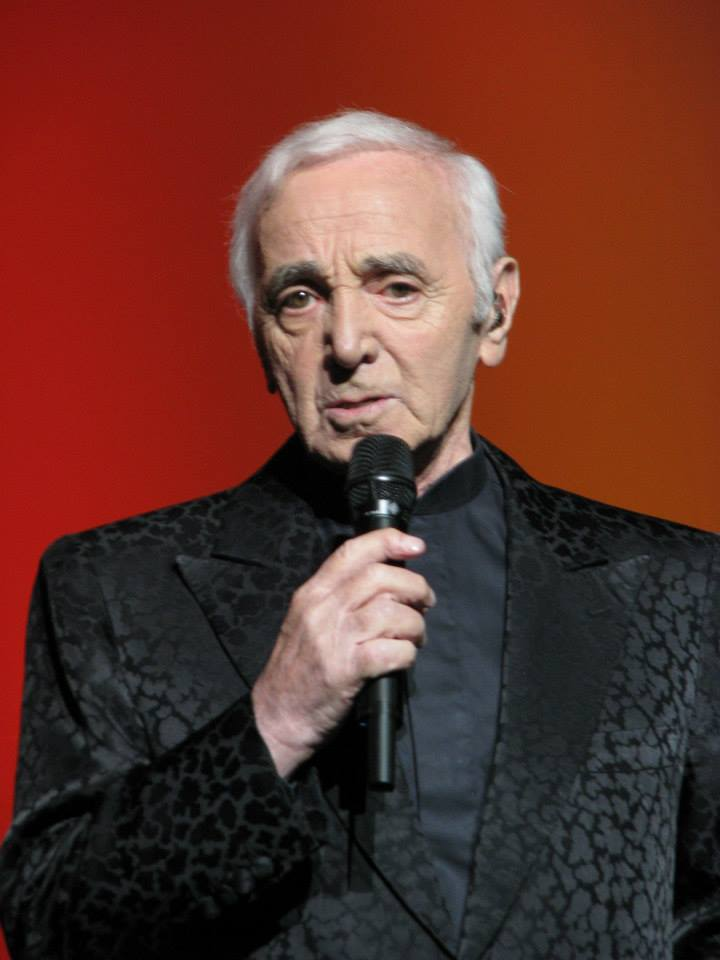
Aznavour en 2014

En 2014, coincidiendo con su 90.º aniversario emprendió una nueva gira de conciertos, que le llevó a escenarios de varios países, como el Gran Teatro del Liceo en Barcelona.

### Muerte
El 1 de octubre de 2018, fue encontrado muerto en una bañera en su casa en Mouriès a la edad de 94 años. En el momento de su muerte, su residencia fiscal estaba en Saint-Sulpice, Vaud, Suiza. Un informe de autopsia concluyó que Aznavour murió de un paro cardiorrespiratorio complicado por un edema pulmonar. Fue enterrado en el Cementerio de Montfort-l'Amaury de Francia.

## Vida privada

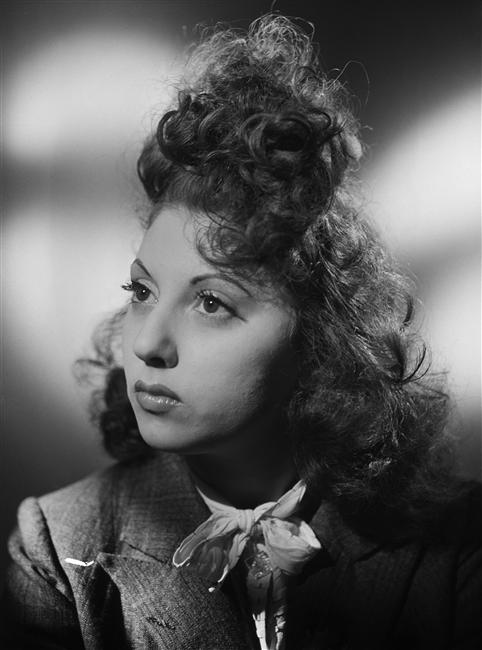
Aïda Aznavour, su hermana cantante, en 1943.

### Familia
Era hijo de Michael Aznavourián y Knar Baghdasarián, ambos armenios quienes huían del genocidio por parte del Imperio Otomano (hoy Turquía). Y hermano también de la cantante francesa Aïda Aznavour, conocida por los temas Sara, Dansons mon amour, Le jour où la pluie viendra, Frappe dans tes mains, entre otros.

### Matrimonios y descendencia
Charles se casó tres veces, y tuvo en total cinco hijos. En su primer matrimonio con la francesa Michelline Rugel -con quien se casó en París el 16 de marzo de 1946- tuvo a Seda y Charles Aznavour Rugel. Se separó de Michelline el 27 de marzo de 1952, luego de una relación con Artlette Chez Lulu, desde 1950.
En segundas nupcias se unió a la francesa Evelyne Plessis, el 28 de mayo de 1955, separándose de ella el 9 de junio de 1960.
Charles se casó una tercera vez con Ulla Thorsell, el 11 de enero de 1967 en el Flamingo Hotel de Las Vegas, Estados Unidos, con quien terminó sus últimos días vivo. Con Ulla, Charles tuvo a sus hijos Katia (corista suya en sus espectáculos), Mischa y Nicolás Aznavour Thorsell.

## Legado
Su nombre sirvió de inspiración para el personaje Char Aznable de la importante serie de ciencia ficción japonesa, Mobile Suit Gundam.

## Premios y reconocimientos
- 1959: Premio de interpretación de la Academia del Cine Francés.
- 1964: Primer premio de la canción francesa, en Japón, por La Mamma.
- 1969: Premio de la Sociedad norteamericana de autores y compositores.
- 1969: Medalla púrpura de la Ciudad de París.
- 1971: León de Oro del Festival de Venecia por la versión italiana de la película «Morir de amor».
- 1985: Gran Premio Nacional de las Artes y las Letras.
- 1995: Gran medalla de la Academia Francesa.
- 1995: Embajador volante de Armenia ante la Unesco.
- 1996: Honrado con un puesto en la Songwriters Hall of Fame.
- 1997: Premio César Honorífico.
- 1997: Oficial de la Legión de Honor.
- 2002: Ciudadano de honor de Montreal (Canadá).
- 2004: Comandante de la Legión de Honor.
- 2004: Caballero de la Orden de la Corona (Bélgica).
- 2004: Nombrado Héroe Nacional de Armenia.[33]
- 2005: Ciudadano de Honor de Cannes y Palma de Oro de la ciudad.
- 2006: Homenaje durante el 30.º Festival International de El Cairo.
- 2008: Oficial de Honor de la Orden del Canadá.[34]
- 2009: Doctor honoris causa por la Universidad de Montreal.
- 2009: Oficial de la Orden Nacional del Quebec.
- 2009: Embajador de Armenia en Suiza.
- 2010: Victoria de honor por el conjunto de su carrera.
- 2011: Inauguración en Ereván, la capital de Armenia, de un museo dedicado a su figura.[35]
- 2017: Se inaugura su estrella en el Paseo de la fama de Hollywood.[36]

## Discografía

### Discografía en francés
- 1953 Charles Aznavour chante Charles Aznavour, n.° 1 (Ducretet-Thomson)
- 1955 Charles Aznavour chante Charles Aznavour, n.° 2 (Ducretet-Thomson)
- 1956 Charles Aznavour chante Charles Aznavour, n.° 3 (Ducretet-Thomson)
- 1957 Bravos du Music-Hall (Ducretet-Thomson)
- 1958 Believe in me! (Ducretet-Thomson)
- 1958 C'est ça (Ducretet-Thomson)
- 1960 Les deux guitares (Barclay)
- 1960 Je m'voyais déjà (Barclay)
- 1961 Il faut savoir (Barclay)
- 1962 Alléluia (Barclay)
- 1963 Qui? (Barclay)
- 1963 La mamma (Barclay)
- 1964 Charles Aznavour, vol. 1 Versions nouvelles (Columbia)
- 1964 Charles Aznavour, vol. 2 Versions nouvelles (Columbia)
- 1964 Que c'est triste Venise (Barclay)
- 1964 Charles Aznavour, vol. 3 Versions nouvelles (Columbia)
- 1965 Aznavour 65 (Barclay)
- 1966 La Bohème (Barclay)
- 1966 De t'avoir aimée (Barclay)
- 1967 Entre deux rêves (Barclay)
- 1968 Face au public (Live, Olympia 19-01-1968) (Barclay)
- 1968 J'aime Charles Aznavour, vol. 4 Versions nouvelles (Columbia)
- 1969 Désormais (Barclay)
- 1969 Aznavour sings Aznavour, vol. 1 (Barclay)
- 1970 Aznavour sings Aznavour, vol. 2 (Barclay)
- 1971 Non, je n'ai rien oublié (Barclay)
- 1972 Idiote je t'aime (Barclay)
- 1973 Aznavour chez lui, à Paris (Live, Olympia, noviembre de 72) (Barclay)
- 1973 Ce soir là, Aznavour. Son passé au présent (Live, Olympia 12-12-72) (Barclay)
- 1974 Visages de l'amour (Barclay)
- 1975 Hier encore Versions nouvelles, orchestrations de Del Newman (Barclay)
- 1976 Voilà que tu reviens (Barclay)
- 1976 Plein feu sur Aznavour (Live, Olympia 21-02-76) (Barclay)
- 1978 Je n'ai pas vu le temps passer (Barclay)
- 1978 Guichets fermés (garbados en vivo en el Olympia, 12, 13 y 14 de enero de 1978) (Barclay)
- 1978 Un enfant est né (Barclay)
- 1980 Autobiographie (Barclay)
- 1981 Charles Aznavour est à l'Olympia (en vivo, Olympia, 1980) (Barclay)
- 1982 Je fais comme si (Barclay)
- 1982 Une première danse (Barclay)
- 1983 Charles chante Aznavour et Dimey (Barclay)
- 1986 Aznavour (Embrasse-moi) (Tréma)
- 1987 Aznavour (Je bois) (Tréma)
- 1987 Récital Aznavour (Live, Palais des congrès, 1987) (Tréma)
- 1989 L'éveil Nouveaux enregistrements (Tréma)
- 1989 L'élan Nouveaux enregistrements (Tréma)
- 1989 L'envol Nouveaux enregistrements (Tréma)
- 1991 Aznavour 92 (Tréma)
- 1994 Toi et moi (Musarm)
- 1995 Aznavour – Minnelli, en el Palais des Congrès de París (en vivo, recitales del 20 de noviembre al 15 de diciembre de 1991) (EMI)
- 1995 Palais des Congrès 1994 (en vivo) (EMI)
- 1996 Roche et Aznavour (EMI)
- 1996 Charles Aznavour au Carnegie Hall (en vivo, junio de 1995) (EMI)
- 1997 Plus bleu (EMI)
- 1998 Jazznavour (EMI)
- 1999 Palais des congrès 97/98 (en vivo) (EMI)
- 2000 Aznavour 2000 (EMI)
- 2001 Palais des congrès 2000 (en vivo) (EMI)
- 2003 Je voyage (EMI)
- 2005 Bon anniversaire Charles – Palais des congrès 2004 (en vivo) (EMI)
- 2005 Insolitement vôtre (EMI)
- 2007 Colore ma vie (EMI)
- 2011 Toujours (EMI)
- 2015 Encores

### Discografía en español. Álbumes originales
- 1965 Canta en castellano (Barclay)
- 1965 Canta en castellano, vol. 2 (Barclay)
- 1967 Canta en castellano, vol. 3 (Barclay)
- 1973 Qué solo estoy (Barclay)
- 1978 Al dormir junto a ti (Barclay)
- 1980 Camarada (Barclay)
- 1981 Dios (Barclay)
- 1996 Cuando estás junto a mí (EMI)

### Discografía en italiano
33 rpm
- 1963: Aznavour Italiano, volume 1 (Barclay BL 9022)
- 1964: Aznavour Italiano, volume 2 (Barclay BL 9023)
- 1966: Dall'Olympia i grandi della canzone francese. Charles Aznavour (Barclay BL 9033)
- 1968: Oramai Desormais (SIF, SIF/LP 90002)
- 1969: In diretta all'Olympia (SIF, SIF/LP 90004)
- 1970: Charles Aznavour e le sue canzoni (Barclay, BRC 60014)
- 1970: ...e fu subito Aznavour (Barclay, BRC 60015)
- 1971-03: Morir d'amore (Barclay, BRC 60020)
- 1971: Buon anniversario (Barclay, BRC 60024)
- 1972: Canto l'amore perché credo che tutto derivi da esso (Barclay, BRC 60027)
- 1973: Il bosco e la riva (Barclay, BRC 60036
- 1975: Del mio amare te (Barclay, BRC 60049)
- 1977: Charles Aznavour (Philips, 6308 300.1)
- 1978: Un Natale un po' speciale (Philips, 6492 214)
- 1989: Momenti sì, momenti no New Enigma su licenza Musarm prodotto da Charles Aznavour e Georges Garvarentz,

45 rpm
- 1970: Dopo l'amore/Perché sei mia (Barclay, BRC NP 40003)
- 1970: Com'è triste Venezia/L'istrione (Barclay, BRC NP 40007)
- 1970: I lupi attorno a noi/Parigi in agosto (Barclay, BRC NP 40017)
- 1970: Ed io tra di voi/Ti lasci andare (Barclay, BRC NP 40019)
- 1970: Ieri sì/La boheme (Barclay, BRC NP 40021)
- 1971: No, non mi scorderò mai/Morire d'amore (Barclay, BRC NP 40023)
- 1971: Buon anniversario/Chi (Barclay, BRC NP 40032)
- 1972: Quel che non si fa più/Ho vissuto (Barclay, BRC NP 40035)
- 1972: Quel che si dice/Come uno stupido (Barclay, BRC NP 40046)
- 1973: Noi andremo a Verona/Quel che non si fa più (Barclay, BRC NP 40050)
- 1974: Lei/La baraka (Barclay, BRC NP 40059)
- 1975: Del mio amare te/Ti amo (Barclay, BRC NP 40064)
- 1978: Maria che se ne va/Tu e solamente tu (Philips, 6025 217)
- 1989: Per te, Armenia/Sono caduti (con artisti vari) (New Enigma Records, NEM 47002)

### Discografía en inglés
- 1958 Believe in me! (Ducretet-Thomson)
- 1962 The time is now (Mercury)
- 1965 Charles Aznavour – His love songs in English (Reprise)
- 1965 The world of Charles Aznavour – All about love (en vivo en Hollywood, 1965-11-19) (Reprise)
- 1969 Of flesh and soul (Monument)
- 1970 A man’s life (Monument)
- 1972 I have lived (MGM)
- 1974 A tapestry of dreams (Barclay)
- 1975 I sing for... you (Barclay)
- 1978 Esquire (Mam)
- 1978 A private christmas (Mam)
- 1983 In times to be (Barclay)
- 1995 You and me (EMI)

### Discografía en alemán. Álbumes originales
- 1965 Charles Aznavour in Deutschland (Barclay)
- 1972 Du läßt dich geh’n (Amiga)
- 1978 Vor dem Winter (Prisma Crystal)
- 1980 Melodie des Lebens – Komm zurück (Mam)
- 1995 Du und ich

### Colaboraciones con artistas invitados
- 1976 Charles Aznavour presents Liesbeth List performing some of his finest songs (Philips)
- 1982 Qu'est-ce qui fait courir David? (BO) (SPI Milán)
- 1983 Édith et Marcel (BO) (Pathé Marconi)
- 1983 Les compagnons de la chanson - Olympia 1983 (Live) (Philips)
- 1987 Chants traditionnels arméniens made in USA (Pathé Marconi)
- 1990 Pierre et le loup (Dirección Claudio Abbado) (D.G.)
- 1992 La belle et la bête (BO) (Walt Disney Adès)
- 1993 Frank Sinatra - Duets (Capitol Records)
- 1994 Les Restos du coeur (WEA)
- 1995 Vienna Noël (Live) (Sony)
- 1995 Jean-Jacques Milteau - Merci d'être venus (Quelques notes/Odéon/EMI)
- 1997 France Gall – Concert acoustique M6 (Live) (WEA)
- 1999 Les Restos du coeur 99 (BMG)
- 1999 Compay Segundo - Calle Salud (GASA)
- 1999 Trío Esperanza - Nosso mundo (Philips)
- 2000 Noël ensemble (Universal)
- 2001 Feelings (hommage à Loulou Gasté) (Sony Music)
- 2001 Charles Aznavour présente Swings de bohème (Live)
- 2002 Patrick Bruel - Entre-deux (BMG)
- 2003 L'hymne à la môme (hommage à Édith Piaf) (EMI)
- 2004 Bon anniversaire Charles! (Live) (EMI)
- 2005 Et puis la terre...
- 2006 Jean-Yves d'Angelo - Piano voix (Sony BMG)
- 2007 Bratsch - Plein du monde (Odeon Records)
- 2007 Dean Martin - Forever cool (EMI)
- 2008 Charles Aznavour et ses Amis - A L'Opera Garnier (EMI Music)
- 2008 Kery James - A l'ombre du show-business
- 2008 Laura Pausini - Parigi in Agosto/Paris au mois d'août (Charles album)
- 2009 Raphael - La Bohème (Sony Music)
- 2010 Grand Corps Malade - Tu es donc j'apprends

## Filmografía
- La Guerre des gosses (1936) … Extra
- Adieu chérie (1946) (acreditado como Aznavour) … El duetista
- Entrez dans la danse (1948)
- Une gosse sensass' (1957) … El cantante
- Paris Music Hall (1957) … Charles
- La tête contre les murs, de Georges Franju (1959) … Heurtevent
- Les dragueurs, de Jean-Pierre Mocky (1959) … Joseph Bouvier
- Pourquoi viens-tu si tard? (1959) … Uno que baila
- Oh! Qué mambo (1959) … Un espectador en el cabaret (no acreditado)
- Le testament d'Orphée, de Jean Cocteau (1960) … El curioso (no acreditado)
- Un taxi pour Tobrouk (1960) … Samuel Goldmann
- El paso del Rhin (Le passage du Rhin), de André Cayatte (1960) … Roger
- Tirez sur le pianiste, de François Truffaut (1960) … Charlie Kohler/Édouard Saroyan
- Gosse de Paris (1961)
- Les lions sont lâchés (1961) … Charles, un convive de Marie-Laure
- Esame di guida … tempo di Roma (1962) … Marcello
- Horace 62 (1962) … Horace Fabiani
- Le Diable et les dix commandements (1962) … Denis Mayeux (episodio "Homicide point ne seras")
- Les Quatre vérités (1962) … Charles
- Les Vierges (1963) … Berthet
- Cherchez l'Idole (1963) … Aznavour
- Le Rat d'Amérique (1963) … Charles
- Thomas el impostor (Thomas l'imposteur) (1964)
- Alta infedeltà (1964) … Giulio (episodio "Peccato nel Pomeriggio")
- La Métamorphose des cloportes (1965) … Edmond
- le facteur s'en va-t-en guerre (1966) … Thibon
- Paris au mois d'août (1966) … Henri Plantin
- Caroline chérie (1968) … Jules, el cochero
- Candy (1968) … malabarista jorobado
- Le temps des loups (1969) … Inspector
- The Adventurers, de Lewis Gilbert (1970) … Marcel Campion
- L'Amour (1970) … El presentador
- The Games, de Michael Winner (1970) … Pavel Vendek
- The Selfish Giant (1971) … Narrador (versión francesa)
- Un beau monstre (1971) … Inspector Leroy
- La part des lions (1971) … Éric Chambon
- Les Intrus (1972) … Charles Bernard
- The Blockhouse (1973) … Visconti
- And Then There Were None (1974) … Michel Raven
- Sky Riders (1976) … Inspector Nikolidis
- Folies bourgeoises (1976) … Dr. Lartigue
- The Muppet Show (1977) … Aparición como invitado
- Die Blechtrommel (1979) … Sigismund Markus
- Ciao, les mecs (1979) … El amnésico
- Der Zauberberg (1982) … Naphta
- Qu'est-ce qui fait courir David? (1982) … Léon, el padre de David
- Los fantasmas del sombrerero, de Claude Chabrol (1982) … Kachoudas
- Une jeunesse (1983) … Bellun
- Viva la vie! (1984) … Édouard Takvorian
- Yiddish Connection (1986) … Aaron Rapoport
- Mangeclous (1988) … Jérémie
- Il maestro, de Marion Hänsel (1989) … Romualdi
- Le chinois (1989) … Charles Cotrel
- Charles Aznavour Armenia 1989 (1989)
- Les Années campagne (1992) … Abuelo
- Pondichéry, dernier comptoir des Indes (1997) … Léo Bauman
- Le Comédien (1997) … Monsieur Maillard
- Laguna (2001)
- The Truth About Charlie (2002) … él mismo
- Ararat (2002) … Edward Saroyan
- Le Père Goriot (2004) … Jean-Joachim Goriot
- Ennemis publics (2005)
- The Colonel (2006) … Père Rossi
- Up (2009) … Carl Fredricksen (voz en el doblaje francés)